# Franz König (kirurg)
Franz König, född 16 februari 1832 i Rotenburg an der Fulda, Tyskland, död 12 december 1910 i Berlin, var en tysk kirurg. Han blev medicine doktor 1855, bedrev först privat praktik och kallades till kirurgie professor 1869 i Rostock, 1875 i Göttingen och slutligen 1895-1904 i Berlin. Han blev 1888 ledamot av Vetenskaps- och vitterhetssamhället i Göteborg.

## Biografi
König var son till Christian König, personlig läkare vid Hessen-Rotenburg, senare länsläkare i Wetter nära Marburg. Hans mor var hans Amalie König född Knobel, som kom från en hessisk familj av statstjänstemän och pastorer.
König studerade medicin vid Philipps-Universität Marburg. Den 26 november 1851 gick han in i studentkåren Teutonia i Marburg. Med ovanligt starkt ledarskap, tog han sig an den lägsta gruppen två gånger, den mellangruppen en gång och seniorgruppen tre gånger. Under åren vid Friedrich-Wilhelms-Universität zu Berlin avlade han 1856 sin medicine doktorsexamen i Marburg. År 1859 bosatte han sig som allmänläkare i Homberg (Efze) och flyttade sedan till det statliga sjukhuset i Hanau som sjukhusläkare innan han avslutade sin kirurgiska utbildning i Marburg och Berlin.
König gifte sig 1862 i Hanau med Charlotte Dein. De hade fyra söner, bland annat den senare kirurgen Fritz König, som också innehade professurer vid olika tyska universitet och blev ordförande för det tyska kirurgiförbundet.

## Karriär och vetenskapligt arbete
Utan habilitering, men vetenskapligt bevisat, utnämndes König av Universitetet i Rostock 1869 till dess professur för kirurgi. Som efterträdare till Wilhelm Baum flyttade han 1875 till Georg-August-Universität Göttingen. Otto Hildebrand var en av hans assistenter där från 1886 till 1895. 
År 1895 tog han återigen över som professor vid Charités kirurgiska klinik som efterträdare till Heinrich Adolf von Bardeleben. Med König hade Hildebrand också kommit till Charité som överläkare. Kliniken utvidgades under König från 1897 med nya byggnader och återfick ett tidigare förlorat anseende. König blev professor emeritus i slutet av 1904 och utsågs till medicinalråd.
König hade lyckats bedriva omfattande forskning om tuberkulos i ben och leder och publicera resultaten. Detta ledde också till nya insikter i det tidiga skedet av denna sjukdom och till undersökningen av andra liknande sjukdomar samt till framgångsrik tillämpning av samband mellan olika angripna ben. Från 1904 till 1927 var Otto Hildebrand Königs efterträdare.

## Utmärkelser och hedersbetygelser

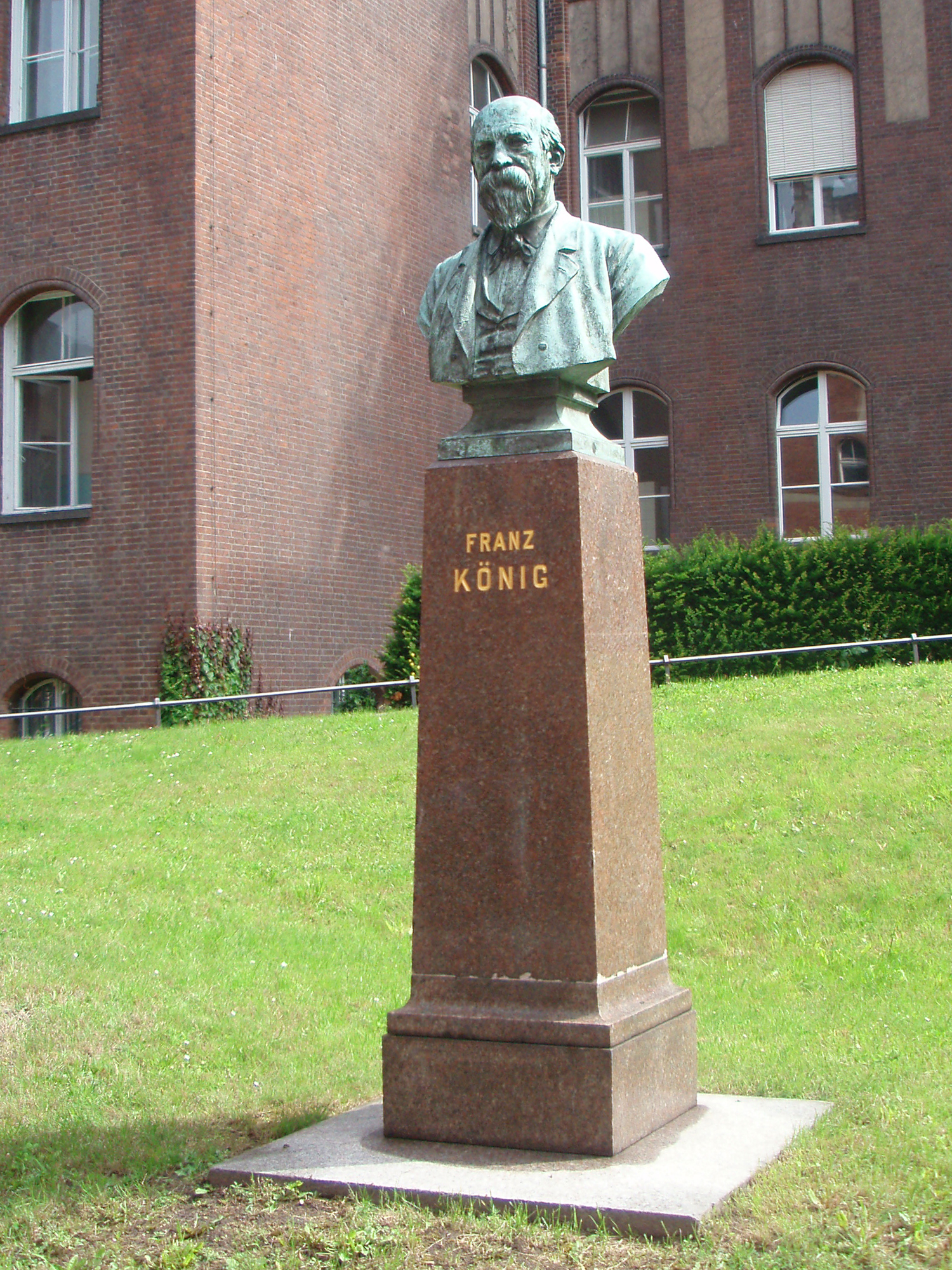
Bysten vid Charitésjukhuset.